# Tane Ikai
Tane Ikai, née le 18 janvier 1879 et morte le 12 juillet 1995, est une supercentenaire japonaise ayant vécu jusqu'à l'âge de 116 ans.